# Robert C. Castel
Robert C. Castel (születési neve: Kohn Róbert, Arad, 1970. február 14.)  izraeli biztonságpolitikai szakértő, aki gyerekkorában a családjával Izraelbe vándorolt ki. A Herzl Institute-University of Haifa és az Izraeli Demokrácia Intézet (IDI) volt tudományos munkatársa, a Magyar Nemzet és a Neokohn.hu főmunkatársa, az Ultrahang podcast,  a Tűzvonalban, az Össztűz, a Hír FM és a Ma7 állandó szakértője. Kutatási területe: katonai innováció, alkalmazott kreativitás és innováció műveleti körülmények között, aszimmetrikus hadviselés, geopolitika. Nem vallásos családban nőtt fel. Hagyománytisztelő zsidónak vallja magát.

## Származása, családja
1987-ben, 17 éves korában családjával kivándorolt Izraelbe. Jelenleg a Jeruzsálem melletti  Modi'inban él. 2009 óta felesége Földvári Castel Anna pszichológus. Három lánygyermekük van.

## Tanulmányai
Középiskolai tanulmányait az aradi Csiky Gergely Főgimnáziumban kezdte, majd a haifai Leo Baeck Education Centerben fejezte be. 1995–1999 és 2004–2012 között a Haifai Egyetemen tanult. A BA Honors, majd az egyéni doktori képzési program keretében a Nemzetbiztonsági Kollégium diákja volt.
2012–2014 között posztdoktori tanulmányokat végzett a Herzl Institute-ban és az Izraeli Demokrácia Intézetben.

## Munkahelyei
„Robert C. Castel a Haifai Egyetem Herzl Intézetének tudományos munkatársa; kutatási területe az aszimmetrikus hadviselés, a terrorizmus és a katonai innováció. Az izraeli hadsereg megbízása alapján ejtőernyős és katonai hírszerzési kapitány lett, kitüntetéses harci veterán, Libanonban és számos más hadműveleti területen szolgált. Vezető rendészeti tisztviselő volt rendőrműveleti múlttal, utána a vadon élő állatokkal kapcsolatos bűnözés elleni küzdelemmel foglalkozott.”
Az izraeli védelmi erők századosa volt 1990–1995 között különféle parancsnoki és vezérkari beosztásokban. Harckocsizó volt az elit 7-es dandárban, később a katonai hírszerzés századosa. Különböző katonadiplomáciai beosztásokat töltött be Libanonban és más helyszíneken. A küldetések között különleges műveleti képzéseken (ejtőernyős, mesterlövész stb.) vett részt. A lőkiképző tanfolyam végén, harci körülmények között végrehajtott súlyos és életet veszélyeztető kihágás miatt, a lőkiképző képesítést megtagadták tőle. Két alkalommal harci körülmények között megsebesült.
1995-től tartalékosként különböző beosztásokban szolgált az eltűnt katonák felkutatásával megbízott Eitán alakulat és az Eilati Antiterrorista Alakulat (Lotar Eilat) soraiban. Jelenleg az Izraeli Terrorelhárító Központ tartalékos krízistárgyalójaként szolgál.
Az izraeli nemzeti rendőrség felügyelője volt különféle parancsnoki és személyzeti beosztásokban (biztonság, üzemeltetés, kutatás és mentés) 1995–2009 között. Különböző parancsnoki és törzstiszti beosztásokat töltött be (mesterlövészek, tanúvédelem stb.). A 2005-ös gázai kiürítés alatt ideiglenesen a Haifa melletti Tirat Carmel rendőrkapitányaként szolgált. Legutolsó beosztása az északi parancsnokság hegyimentő- és búváralakulatainak a parancsnoka volt.
2009-től az Izraeli Természetvédelmi Hatóság északi régiójának műveleti vezetője, 2014-től a Hatóság biztonsági főigazgatója.
2010-2020 között Amichay (Ami) Ayalon admirálisnak, az Általános Titkosszolgálat Shin Bet korábbi igazgatójának a kutatási tanácsadója.
2023 októberétől a budapesti Nemzeti Közszolgálati Egyetem Eötvös József Kutatóközpont kutatója.
2024 szeptemberétől a budapesti Alapjogokért Központ biztonságpolitikai tanácsadója.
2025 februárjától a Magyar Nemzet főmunkatársa.

## Szakmai teljesítmények
- okleveles biztonsági menedzser szakmai képesítés birtokosa (MANBAT) (izraeli nemzeti rendőrség akkreditációja)
- minősített védelmi menedzser (Certified Protection Manager) szakmai képesítés birtokosa (izraeli nemzeti rendőrség akkreditációja)
- okleveles krízisbeavatkozási közvetítő (izraeli nemzeti rendőrség akkreditációja)
- okleveles lőfegyveroktatói szakmai képesítés birtokosa (izraeli belbiztonsági minisztérium akkreditációja)
- okleveles biztonsági és menedzsment oktatói minősítés birtokosa (izraeli oktatási minisztérium akkreditációja)
- kiberbiztonsági szakember szakmai minősítésének birtokosa (akkreditáció függőben)
- oktató volt az Izraeli Védelmi Erők Főiskolai Karán (Kreativitás és innováció oktatása operatív környezetben)
- oktató volt az Izraeli Nemzeti Rendőrakadémián
- oktató több akkreditált biztonsági főiskolán
- posztdoktori elvégzése az Izraeli Demokrácia Intézetben (terrorelhárítás témakörben)
- Ph.D. elvégzése a Haifai Egyetemen (katonai innovació)
- B.A. kitüntetés a Haifai Egyetemen[11]

## Szereplése a magyar médiában
A magyar médiában már 2016 óta jelen van, de igazi ismertségre az orosz–ukrán háború 2022 évi eszkalációja után tett szert. Rövid idő alatt a háború egyik legismertebb szakértőjévé vált. Az elemzők többségétől eltérően, nem taktikai, illetve műveleti szinten boncolgatja az eseményeket, hanem a teljes kép megértésére törekszik. A Neokohn főmunkatársa, a Hit rádió Tűzvonalban és Össztűz című műsorainak, valamint az Ultrahang podcast Korkapcsolás című műsorának állandó szakértője. Szerepel a Hír FM rádióban, a Hetek, a Heti Tv, az M1 TV, a Hír TV, a Mandiner, a Ps TV műsoraiban, a Magyar Nemzetben és a Magyar Demokratában.

### 100.000 fölötti nézettséget elért videói

#### Azorosz–ukrán háborúról
- Mesterlövészek nem mennek a templomtoronyba[18] Hetek
- Oroszország üzen: készen áll egy atomháborúra[19] (Hír FM)
- Az űrben mérhet bénító csapást a modern világra Oroszország[20] (Hír FM)
- Robert C. Castel, Boros Imre, 48 perc – Házigazda: Lánczi Tamás[21] (M1 TV)
- Nógrádi György és Robert C. Castel előadása az orosz–ukrán háborúról[22] (Ultrahang)
- Előadás az orosz–ukrán háborúról – Nógrádi György és Robert C. Castel[23] (Ultrahang)
- A törökországi földrengés áldozatává válhat az ukrajnai tűzszünet is[24]  (Hír FM)
- Az új orosz tábornok új szakaszát is jelenti a háborúnak?[25] (Tűzvonalban, Hit Rádió)
- Az ukrán kényszersorozás a kétségbeesés jele[26] (Tűzvonalban, Hit Rádió)
- Ukrajna: eldőlhet Magyarország jövője orosz győzelem esetén?[27] (Korkapcsolás, Ultrahang)
- Már el is kezdődött az ukrán ellentámadás? – Robert C. Castel, Tálas Péter[28] (Tűzvonalban, Hit Rádió)
- A nyugati világ gyengének mutatkozik[29] (Tűzvonalban, Hit Rádió)
- Az új világrend összecsapása – Demkó Attila és Robert C. Castel[30] (Tranzit – Garázs viták, Hír TV)
- Ukrajnánál nagyobb probléma: a káosz felé halad a világ?[31] (Ultrahang)
- Félmilliós orosz hadsereg készül Ukrajna ellen?[32] (Korkapcsolás, Ultrahang)
- Robert C. Castel, Boros Imre, 48 perc – Házigazda: Lánczi Tamás[33] (M1 TV)

#### A2023-as Izrael–Hamász-háborúról
- Izrael, a Hamász hóhér vétója és a katasztrofális siker[34] (Korkapcsolás, Ultrahang)
- Izrael: Robert C. Castel kemény kérdésekre válaszol[35] (Korkapcsolás, Ultrahang)
- Izrael csak ürügy: óriási veszélyben az igazi célpontok?[36] (Korkapcsolás, Ultrahang)
- Már nem az az ember vagyok, aki a háború előtt voltam[37] (Harctér, Mandiner)
- „A képekről nem beszélek, de a szagok örökké az orromban maradnak” – nagyinterjú Robert C. Castellel[38] (Stratéga Extra, Mandiner)

Jellegzetes, szállóigévé vált mondatai:
- Jó napot kívánok egy napsütéses Jeruzsálemből.
- A lőtéri kutyát sem érdekli.
- Addig moralizálj, ameddig a szuronyod ér.

2022 decemberében, a Könyv Népe Kiadó gondozásában jelent meg a Függőleges koporsó. Az orosz–ukrán háború – mítoszok nélkül című könyve, mely azonnal elfogyott. Második bővített kiadása 2023 februárjában jelent meg. A harmadik bővített kiadás 2023 júliusában jelent meg a kolozsvári EXIT Kiadó gondozásában. A kötethez Resperger István ezredes a Nemzeti Közszolgálati Egyetem Katonai Nemzetbiztonsági Tanszék vezetője írt ajánlást.
2023 novemberében jelent meg a Free Spirit Publishing gondozásában a Verekedő hegyek között — 77 jó tanács a világrendváltáshoz című könyve az orosz–ukrán háborúról és a 2023-as Izrael–Hamász-háborúról, mely azonnal elfogyott. A második kiadás 2024 januárjában jelent meg.
Közönségtalálkozókat tart Magyarországon, Felvidéken és Erdélyben.
2021 novemberében Budapesten előadóként és szekcióvezetőként részt vett a ICCECIP 2021 konferencián.
2023 szeptemberében részt vett az V. Budapesti Demográfiai Csúcs Háború és Béke című panelbeszélgetésén.

## Kitüntetései
Két izraeli katonai kitüntetés birtokosa: miniszterelnöki kitüntetés (1991), vezérkari főnöki kitüntetés (1994).

## Nyilvános publikációi
- The Cyberterrorist’s Manual for the Internet. 1996. december 29., IICC (Robert Kohn néven) (díjnyertes tanulmány)[42]
- Innovating for Defeat, disszertáció, Haifai Egyetem, 2012[10][43]
- When Innovation Failed: Soaring Creativity, Souring Outcomes,[44] 2017. ISBN 1530439671

### Magyarul
- Függőleges koporsó. Az orosz–ukrán háború – mítoszok nélkül. Könyv Népe Kiadó, Budapest, 2022. ISBN 9786156475022, második bővített kiadás 2023. ISBN 9786156475039, harmadik bővített kiadás EXIT Kiadó, Kolozsvár, 2023. ISBN 9786069091777
- Verekedő hegyek között. 77 jó tanács a világrendváltáshoz. szerkesztő: Király Tamás, Free Spirit Publishing, Budapest, 2023, 2024. ISBN 9786156713001